# Landauersee
Landauersee är en sjö i Österrike.   Den ligger i förbundslandet Steiermark, i den centrala delen av landet, 230 km sydväst om huvudstaden Wien. Landauersee ligger 1 830 meter över havet.
Trakten runt Landauersee består i huvudsak av gräsmarker. Runt Landauersee är det glesbefolkat, med 20 invånare per kvadratkilometer.